# Драјинац
Драјинац је насеље у Србији у општини Сврљиг у Нишавском округу. Према попису из 2022. било је 392 становника (према попису из 2002. било је 706 становника).

## Демографија
У насељу Драјинац живи 351 пунолетних становника, а просечна старост становништва износи 49,6 година (47,5 код мушкараца и 52,0 код жена). У насељу има 140 домаћинстава, а просечан број чланова по домаћинству је 2,80.
Ово насеље је великим делом насељено Србима (према попису из 2002. године).
|  |

| Демографија | Демографија | Демографија |
| Година      | Становника  | Становника  |
| ----------- | ----------- | ----------- |
| 1948.       | 1.536       |             |
| 1953.       | 1.537       |             |
| 1961.       | 1.371       |             |
| 1971.       | 1.077       |             |
| 1981.       | 1.033       |             |
| 1991.       | 866         | 855         |
| 2002.       | 542         | 712         |
| 2011.       | 446         |             |
| 2022.       | 392         |             |

| Етнички састав према попису из 2002.‍ | Етнички састав према попису из 2002.‍ | Етнички састав према попису из 2002.‍ | Етнички састав према попису из 2002.‍ | Етнички састав према попису из 2002.‍ |
| ------------------------------------ | ------------------------------------ | ------------------------------------ | ------------------------------------ | ------------------------------------ |
|                                      |                                      |                                      |                                      |                                      |
| Срби                                 | Срби                                 |                                      | 697                                  | 98,72%                               |
| Роми                                 | Роми                                 |                                      | 5                                    | 0,70%                                |
| непознато                            | непознато                            |                                      | 4                                    | 0,56%                                |

| Година пописа     | 1948. | 1953. | 1961. | 1971. | 1981. | 1991. | 2002. |
| ----------------- | ----- | ----- | ----- | ----- | ----- | ----- | ----- |
| Број домаћинстава | 228   | 250   | 282   | 283   | 257   | 233   | 240   |

| Број чланова      | 1  | 2  | 3  | 4  | 5  | 6  | 7 | 8 | 9 | 10 и више | Просек |
| ----------------- | -- | -- | -- | -- | -- | -- | - | - | - | --------- | ------ |
| Број домаћинстава | 52 | 74 | 41 | 28 | 18 | 16 | 4 | 6 | 1 | 0         | 2,94   |

| Пол    | Укупно | Неожењен/Неудата | Ожењен/Удата | Удовац/Удовица | Разведен/Разведена | Непознато |
| ------ | ------ | ---------------- | ------------ | -------------- | ------------------ | --------- |
| Мушки  | 337    | 77               | 217          | 38             | 4                  | 1         |
| Женски | 299    | 29               | 211          | 56             | 2                  | 1         |
| УКУПНО | 636    | 106              | 428          | 94             | 6                  | 2         |

| Пол    | Укупно                    | Пољопривреда, лов и шумарство | Рибарство                            | Вађење руде и камена | Прерађивачка индустрија       |
| ------ | ------------------------- | ----------------------------- | ------------------------------------ | -------------------- | ----------------------------- |
| Мушки  | 139                       | 54                            | 0                                    | 0                    | 24                            |
| Женски | 124                       | 99                            | 0                                    | 0                    | 17                            |
| УКУПНО | 263                       | 153                           | 0                                    | 0                    | 41                            |
| Пол    | Производња и снабдевање   | Грађевинарство                | Трговина                             | Хотели и ресторани   | Саобраћај, складиштење и везе |
| Мушки  | 1                         | 38                            | 6                                    | 0                    | 4                             |
| Женски | 0                         | 1                             | 3                                    | 0                    | 0                             |
| УКУПНО | 1                         | 39                            | 9                                    | 0                    | 4                             |
| Пол    | Финансијско посредовање   | Некретнине                    | Државна управа и одбрана             | Образовање           | Здравствени и социјални рад   |
| Мушки  | 0                         | 0                             | 3                                    | 1                    | 0                             |
| Женски | 0                         | 0                             | 0                                    | 2                    | 0                             |
| УКУПНО | 0                         | 0                             | 3                                    | 3                    | 0                             |
| Пол    | Остале услужне активности | Приватна домаћинства          | Екстериторијалне организације и тела | Непознато            | Непознато                     |
| Мушки  | 2                         | 0                             | 0                                    | 6                    | 6                             |
| Женски | 0                         | 0                             | 0                                    | 2                    | 2                             |
| УКУПНО | 2                         | 0                             | 0                                    | 8                    | 8                             |